# Mairi

Mairi este un oraș în statul Bahia (BA) din Brazilia.